# Ricardo Guevara
Ricardo Alexander Guevara Deras (El Salvador, 10 de octubre de 1992) es un futbolista salvadoreño. Juega como delantero y su equipo actual es el Club Deportivo FAS de la Liga Pepsi.

## Clubes
Actualizado al último partido jugado el 23 de octubre de 2022.
| Club Deportivo Atlético Marte · El Salvador     | 1.ª                 | 2011-12             | 10  | 0  | - | - | - | - | 10  | 0  |
| Club Deportivo Atlético Marte · El Salvador     | Total               | Total               | 10  | 0  | 0 | 0 | 0 | 0 | 10  | 0  |
| Santa Tecla Fútbol Club · El Salvador           | 1.ª                 | 2014                | 3   | 0  | - | - | - | - | 3   | 0  |
| Santa Tecla Fútbol Club · El Salvador           | Total               | Total               | 3   | 0  | 0 | 0 | 0 | 0 | 3   | 0  |
| Club Deportivo FAS · El Salvador                | 1.ª                 | 2016                | 14  | 5  | - | - | - | - | 14  | 5  |
| Club Deportivo FAS · El Salvador                | 1.ª                 | 2016                | 5   | 0  | - | - | - | - | 5   | 0  |
| Club Deportivo FAS · El Salvador                | Total               | Total               | 19  | 5  | 0 | 0 | 0 | 0 | 19  | 5  |
| Alianza Fútbol Club · El Salvador               | 1.ª                 | 2017-18             | 16  | 3  | - | - | - | - | 16  | 3  |
| Alianza Fútbol Club · El Salvador               | Total               | Total               | 16  | 3  | 0 | 0 | 0 | 0 | 16  | 3  |
| Club Deportivo Águila · El Salvador             | 1.ª                 | 2018-19             | 27  | 10 | - | - | - | - | 27  | 10 |
| Club Deportivo Águila · El Salvador             | Total               | Total               | 27  | 10 | 0 | 0 | 0 | 0 | 27  | 10 |
| Club Deportivo FAS · El Salvador                | 1.ª                 | 2019-20             | 2   | 0  | - | - | - | - | 2   | 0  |
| Club Deportivo FAS · El Salvador                | Total               | Total               | 2   | 0  | 0 | 0 | 0 | 0 | 2   | 0  |
| Asociación Deportiva Chalatenango · El Salvador | 1.ª                 | 2021-22             | 23  | 5  | - | - | - | - | 23  | 5  |
| Asociación Deportiva Chalatenango · El Salvador | 1.ª                 | 2022                | 8   | 1  | - | - | - | - | 8   | 1  |
| Asociación Deportiva Chalatenango · El Salvador | Total               | Total               | 31  | 6  | 0 | 0 | 0 | 0 | 31  | 6  |
| Total en su carrera                             | Total en su carrera | Total en su carrera | 108 | 24 | 0 | 0 | 0 | 0 | 108 | 24 |
| (2) No incluye goles en partidos amistosos.     |                     |                     |     |    |   |   |   |   |     |    |

Segunda División de El Salvador/Reservas/Liga INDES
| Club                    | País        | Año         | Partidos | Goles |
| ----------------------- | ----------- | ----------- | -------- | ----- |
| Turín FESA Fútbol Club  | El Salvador | 2009 - 2011 | 19       | 8     |
| Turín FESA Fútbol Club  | El Salvador | 2012 - 2014 | 60       | 30    |
| Club Deportivo Águila   | El Salvador | 2014        |          |       |
| C.D. Atlético Comalapa  | El Salvador | 2015        | 32       | 15    |
| Turín FESA Fútbol Club  | El Salvador | 2017        | 18       | 9     |
| Real Atlético Sonsonate | El Salvador | 2020-2021   |          |       |
| San Salvador            | El Salvador | 2023        |          |       |
| Total:                  | Total:      | Total:      | 129      | 62    |

### Palmarés
| Título        | Club        | País        | Año  |
| ------------- | ----------- | ----------- | ---- |
| Clausura 2015 | Santa Tecla | El Salvador | 2015 |
| Apertura 2017 | Alianza     | El Salvador | 2017 |
| Clausura 2018 | Alianza     | El Salvador | 2018 |
| Clausura 2019 | Águila      | El Salvador | 2019 |